# Jan Leśniak
Jan Leśniak (ur. 21 listopada 1898 w Wampierzowie, zm. 15 kwietnia 1976 w Wiedniu) – pułkownik dyplomowany piechoty Wojska Polskiego i Polskich Sił Zbrojnych.

## Życiorys
Jan Leśniak urodził się w Wampierzowie niedaleko Gorlic w majątku hr. Skarbka. Był absolwentem cesarsko-królewskiego Gimnazjum w Gorlicach. W 1917 został powołany do armii austro-węgierskiej. Natychmiast po demobilizacji wstąpił ochotniczo do Wojska Polskiego, otrzymując przydział do 16 pułku piechoty i z tym pułkiem uczestniczył w wojnie z bolszewikami. Podczas zdobywania okopów nieprzyjacielskich pod Berezyną został ciężko ranny.
3 maja 1922 roku został zweryfikowany w stopniu porucznika ze starszeństwem z dniem 1 czerwca 1919 roku i 1889. lokatą w korpusie oficerów piechoty, a jego oddziałem macierzystym był nadal 16 pułk piechoty w Tarnowie. Później został przeniesiony do 9 pułku piechoty Legionów stacjonującego w Zamościu, a w 1923 do Szkoły Podchorążych Piechoty w Warszawie, gdzie pełnił obowiązki adiutanta. Został awansowany na stopień kapitana piechoty ze starszeństwem z dniem 1 czerwca 1928. W latach 1930–1932 był słuchaczem XI Kursu Normalnego Wyższej Szkoły Wojennej w Warszawie. Z dniem 1 listopada 1932, po ukończeniu kursu i uzyskaniu dyplomu naukowego oficera dyplomowanego, przydzielony został do Komisji Doświadczalnej Centrum Wyszkolenia Piechoty w Rembertowie. Następnie pełnił służbę w 58 pułku piechoty wielkopolskiej w Poznaniu. Następnie został przydzielony do Oddziału II Sztabu Głównego, gdzie był najpierw referentem, a od 1937 kierownikiem Samodzielnego Referatu Ewidencyjnego „Niemcy”. Uchodził za czołowego specjalistę do spraw związanych z koncentracją sił i planów Wehrmachtu. Wiosną 1936 roku razem z kpt. dypl. Władysławem Steblikiem został przydzielony do zespołu opracowującego studium „Niemcy”, dotyczącego zbrojeń III Rzeszy. Z dniem 1 maja 1939 roku został przeniesiony do dyspozycji szefa Sztabu Głównego na czas nieokreślony.
Ewakuowany ze Sztabem Naczelnego Wodza najpierw do Brześcia, potem przez Kołomyję do Rumunii. Szybko opuścił obóz i dostał się do Constanzy, skąd drogą morską przewieziony został przez Francuzów do Marsylii (20 października 1939 roku), by w kilka dni później w Sztabie Naczelnego Wodza kontynuować poprzednie obowiązki. Po upadku Francji i przetransportowaniu do Anglii nadal pełnił swą funkcję. 25 stycznia 1941 jako kierownik referatu Niemcy wziął udział w pierwszej alianckiej konferencji międzysztabowej w War Office w Londynie. W grudniu 1941 roku został mianowany dowódcą 2 batalionu strzelców tzw. „kratkowanych lwiątek” stacjonującego wówczas w Cupar w Szkocji. Zmienił na tym stanowisku dotychczasowego dowódcę płka Bronisława Chruściela. Po odbyciu rocznego stażu liniowego powrócił do Londynu do pracy sztabowej, gdzie pozostał do zakończenia wojny. W drugiej połowie stycznia 1944 został nieetatowym pomocnikiem szefa Oddziału II Naczelnego Wodza, płk. Stanisława Gany. Jesienią 1944 wraz z płk. Witoldem Langenfeldem przeprowadził likwidację polskiej siatki wywiadowczej F-2, która działała w okupowanej Francji. Posiadając wybitne zdolności do pisania i przemawiania, wielokrotnie na falach BBC (pod pseudonimem) wygłaszał przemówienia kierowane do narodu. Po demobilizacji został przeniesiony do polskiej sekcji łącznikowej przy Naczelnym Dowództwie Alianckich Sił Ekspedycyjnych w Europie, w której był najpierw zastępcą, a później szefem komórki we Frankfurcie. Jego głównym zajęciem była wówczas pomoc tysiącom polskich obywateli pozostających w Niemczech (więźniowie obozów i ofiary przymusowych robót).
W 1947 powrócił do Londynu i po odejściu z P.R.C.(Polish Resettlement Corp – Polski Korpus Przysposobienia i Rozmieszczenia) do życia cywilnego podjął zarobkowo pracę zegarmistrza, wykorzystując swoje uzdolnienie, które dotychczas traktował jako hobby. Powtórnie wyjechał do Frankfurtu w 1953 roku i rozpoczął prace kontraktową dla Departamentu Stanu USA. W 1962, po osiągnięciu wieku emerytalnego, powrócił do Londynu i zajął się pracą społeczną w stowarzyszeniach kombatanckich. M.in. brał aktywny udział w życiu Koła Byłych Żołnierzy 2 Baonu Grenadierów „Kratkowane Lwiątka”, uczestnicząc w zjazdach koła i pisząc do wydawanego przez nich kwartalnika „Wiadomości”.
Zmarł 15 kwietnia 1976 po krótkim pobycie w szpitalu, do którego trafił w wyniku wypadku drogowego w Wels w Austrii, w drodze powrotnej z podróży do Włoch.
Jego żoną została Maria z Emeryków, 1. v. Czajkowska (1902–1987), komendantka Pomocniczej Służby Wojskowej Kobiet, pułkownik PSZ, która po jego śmierci z myślą o przeniesieniu i pochówku jego prochów oraz w przyszłości własnych, w latach 70. była inicjatorkę stworzenia krypt wybudowanych przy kościele św. Andrzeja Boboli w Londynie.

## Ordery i odznaczenia
- Krzyż Komandorski Orderu Odrodzenia Polski[potrzebny przypis][14]
- Krzyż Oficerski Orderu Odrodzenia Polski (3 maja 1975)[15]
- Krzyż Walecznych (1921)[16][17]
- Złoty Krzyż Zasługi z Mieczami
- Srebrny Krzyż Zasługi (2 marca 1925)[18]
- Medal Pamiątkowy za Wojnę 1918–1921[19]
- Medal Dziesięciolecia Odzyskanej Niepodległości[19]
- Odznaka za Rany i Kontuzje[19]
- Order Legii Honorowej (Francja)
- Order Imperium Brytyjskiego (Wielka Brytania)
- Krzyż Kawalerski Orderu Świętego Sawy (Jugosławia, przed 1928)
- Brązowa Gwiazda (USA)